# Белокрылов, Иван Александрович
Иван Александрович Белокрылов (29 мая 1963, поселок Новый Акатуй) — современный русский поэт, переводчик, прозаик, публицист. Художественный руководитель Международных фестивалей искусств «Генуэзский маяк» и «Степная лира».

## Биография
Иван Александрович Белокрылов родился 29 мая 1963 года в поселке Новый Акатуй Читинской области (ныне — Забайкальского края), здесь же в 1970 году начал учёбу в акатуйской средней школе.
В 1971 году вместе с родителями переехал в поселок Дагкесаман Казахского района Азербайджанской ССР. В 1980 году окончил Казахскую среднюю школу № 2 имени Самеда Вургуна. В этом же году семья Белокрыловых переехала на Украину, в поселок Смолино Маловисковского района Кировоградской области. В 1981 году окончил с красным дипломом Кировоградское училище № 6 по специальности «столяр-станочник» и поступил на работу в ремонтно-строительный цех Кировоградского чугунолитейного завода.
С апреля 1982 по май 1984 проходил службу в армии (ЗабВО, Монголия). После увольнения работал плотником в посёлке Смолино, учился в Московском геологоразведочном институте (МГРИ), работал техником, дворником в детском саду, плотником в Свято-Даниловом монастыре.
С 1986 по 1990 год был участником литературной студии МГРИ, которой руководил Леонид Володарский. В 1990 году поступил в Литературный институт им. Горького при Союзе писателей СССР — на заочное отделение в творческий семинар, которым руководил поэт Николай Старшинов. Окончил институт в 1995 году.
Первые стихи опубликованы в 1986 году в газете «Разведчик недр» — печатном издании Московского геологоразведочного института.
19 января 1996 года принят в Союз писателей Москвы. В 1996 и 2000 годах в составе делегации русских поэтов принимал участие в Международном фестивале «Стружские вечера поэзии».
Вместе с поэтами Леонидом Володарским и Ириной Ковалёвой основал Независимую писательскую ассоциацию «Лютня Ориолы». Члены ассоциации, стоящие на позициях светореализма, каждую последнюю субботу месяца (с октября по май) проводят в малом зале московского Центрального дома литераторов (ЦДЛ) литературно-философские вечера из цикла «Лютня Ориолы представляет…».
В 2001 году вступил в Союз переводчиков России и в том же году был награждён премией журнала Союза писателей Москвы «Кольцо А», а также Большой премией Международного литературного фонда им. Милана Фюшта Венгерской Академии Наук с вручением памятной медали и диплома. Премия имени Милана Фюшта присуждена за поэтические переводы литературных памятников венгерской литературы.
В 2002 году Иван Белокрылов вошёл в состав жюри Московского открытого конкурса детско-юношеского литературного творчества «Волшебное слово», по итогам которого совместно с Ириной Ковалёвой организует ежегодные фестивали детско-юношеского творчества «Дети третьего тысячелетия», а с 2010 года вместе с ней же ведёт литературную гостиную «На перекрёстке миров», действующую при клубе писателей ЦДЛ.
Главный редактор журнала "Мир перевода" Союза переводчиков России с 29 мая 2016 года по 30 января 2020 года.

## Публикации
Стихи, переводы, рассказы и критические статьи публиковались в журналах «Литературная учёба», «Юность», «Истоки», «Работница», «Кольцо А», «Родомысл», «Дельфис», «Мир перевода», «Столпотворение», «Акме», «Переводчик», «Здоровье» (цикл детских стихов), в альманахах «Литературные знакомства», «Тёплый стан», «Площадь Свободы», «Орфей», "Небожители подвала", а также в «Литературной газете», «Литературной России», «Вечернем клубе», «Москвичке», австро-венгерской газете «Российский курьер» и др.
Переводы стихов Ивана Белокрылова опубликованы в словацкой «Литературной газете» (февраль, 2005), китайском литературном журнале «Фей Тян» (№ 2 1997), а также в македонских литературных изданиях.
Автор книги «Её Величество Лошадь» (издательство «Эво-импрешенс»).

### Поэтические сборники
- "Солнечное сплетение", 2000 год, "Четвертая Троя", стихотворения.
- «Солнечное сплетение», 2002 год, издательство «Крук», стихи и переводы.
- «Современная русская поэзия. 6500 произведений». Собрание стихотворений и поэтических переводов (электронная книга), издательство «Бизнессофт», 2006 год. (недоступная ссылка)
- Antologia ruskej poezie. Editor a prekladatel Juraj Kalnicky. Ostrava, 2012. /ISBN 978-80-7329-308-6/
- «Вотчина», 2013 год, «Лето-Принт», стихотворения.
- "Первая сотня", 2018 год, "Радиософт". Поэтические переводы.
- "Я видел Ангела", 2018 год, "Радиософт. Стихи. Иллюстрации Екатерины Матецкой.
- "Я сегодня нарисую крупноспелую волну", 2018 год, "Радиософт". (авторы - Иван Белокрылов, Елена Бужурина, Ирина Ковалёва)
- "Агитбригада имени Кропивницкого", 2022, Радиософт, Дневниковая проза.

### Переводы
Английская поэзия
- Кристофер Марло (Влюбленный пастух — своей возлюбленной)
- Оскар Уайльд (Да почиет; В лесу; Мой голос)
- Редьярд Киплинг (Прелюдия; «Когда последняя картина Земли будет написана…»)
- Мэри Хобсон, 1926 - 2020 (Снег в Зарайске; Прачечный блюз)

Болгарская поэзия
- Елка Няголова (Дыхание акации; Снега во мне; "Я посадила бересклет и две берёзы...")

Венгерская поэзия
- Петер Илошваи Шеймеш, ок.1520 - ок.1580 (История о знаменитых деяниях и подвигах достославного Миклоша Толди,1574 г.)
- Петер Борнемиса, 1535—1584 («Венгрия родная, тороплюсь признаться…»)
- Бенедек Тар, XVII век (Хвала супружеству, 1540)
- Янош Сильвестр, 1504—1555 (К венгерскому народу, 1541)
- Иштван Чуйяк из Мишкольца, 1575—1646 (Jocoserium)
- Михай Сабаткаи, ум.1521 (Песнь об угрозе Петеру Борисло, 1515 г.)
- Карой Чех, 1952 - 2013 (Февраль в Богаче; Любовь; Огни сухой листвы)
- Мартон Калас, род. в 1934 г. (Через мостки; Любовная элегия)
- Ласло Берток, род. в 1935 г. ("И между нами как мечта"; Электроток сквозь сердце с диафрагмой; Срывают афишу без цвета)
- Геза Сёч, род. в 1953 г. (Ожидая индейцев; Стихи о бесконечных программах)
- Янош Сентмартони, род. в 1975 г. (Пёс; Дедушка; Уходящее прочь; Конец века)

Итальянская поэзия
- Лудовико Ариосто («Неистовый Роланд», песни 1-2)

Македонская поэзия
- Константин Миладинов (Тоска по Югу)
- Любомир Весов (В предсмертии)
- Венко Марковски (Жнец; Плач; Алтана)
- Йован Котески (Здесь и сейчас)
- Траян Петровски (Игра; Змея; Сельская утешительная молитва)
- Гане Тодоровски (Расставание; Эпитафия)
- Ацо Шопов (Озеро возле монастыря)
- Васко Караджа (Человек без Родины)
- Загорка Присаганец-Тодоровска («Ты сделал попытку…»; Волнение; Мёртвый сон; Просящие на счастье; Светлый путь; Обнови мои воспоминания; Реальность; Молчание — стена)

Мальтийская поэзия
- Джованни Франческо Бонамико,1639 — 1680 (Сонет в честь Великого Магистра Николя Коттонера)
- Джованни Антонио Вассалло, 1817—1868 (Прощание с Египтом)
- Роджер Шиклуна, 1898—1941 (Оплакивающая возлюбленного)
- Николас де Пиро, род. в 1941 (Рифма, Ora pro mobis)
- Оливер Фриджиери, род. в 1947 (Мы — бурлящие воды)
- Марио Аццопарди, род. в 1944 (Ночь косоглазой луны, Решетка)

Польская поэзия
- Милош Камил Манастерски (Рязань; Арбат)

Русинская поэзия
- Иван Петровций, 1945 - 2016 (Моё письмо — русинское; Спиванка о живом русинском слове; Декабрьский ветер; Стихи о бессмертии; Бог любит; Ночное беспокойство; Спиванка про солонину; Некролог; Спиванка о позднем возвращении; В Осое; "Сам ушёл из Осоя..."; "Во всё вокруг влезал, спеша..."; "По селу брожу как внове...")
- Сергей Тудовши (Лето)

Сербская поэзия
- Милица Ефтимиевич-Лилич (Современная сказка в стихах; Мистерия любви)
- Лиляна Дугалич («Послышался мне…»; «К нам заявился…»)
- Предраг Белошевич, род. в 1953 г. (Стихи о том, как ненужно писать; Существо, Тень, Единство)
- Милица Бакрач, род. в 1977 г. (Сонет Косте Радовичу; Игра; Разрушенная Троя)
- Вера Хорват, род. в 1954 г. (Сошествие во ад (Великая суббота))

Словацкая поэзия
- Теодор Крижка, род. в 1956 г. (Дилемма; Где же ты?; Художнику Бато Дугаржапову; Гуси; Опыт; Подарок; Круговорот; Если речь о живой речи; Утренняя молитва; Завещание незнакомого; "Голова, как яйцо..."; Молитва; Родная речь; Ея Величество Река; Ангел ночи; "На твоём на солнце выгреваю душу..."; Старость; Кони; Безрассудство; Звёздные ночи; Удод - мистическая птица; Антипод; После дождя; Облака; Молитва за поэтов; Чем тише я; Поклон; Глухота; "Всю свою жизнь я падал на колена..."; Концерт; Жемчужина; Две чашки; Другое прошлое; Снимок памяти; Серые дни;  Хозяин; Ода поэту Ристо Василевскому; Гроза)
- Катарина Джункова, род. в 1987 (Окоём)

Хорватская поэзия
- Звонимир Голоб (Горлицы в лесу; Картина; Чёрная вода; Тень креста; Приблизительно; Оно)
- Бранко Малеш (Импрессионизм; Когда я весь в интиме; Сладкая жизнь посредственности; Культура смеха; Я всем на потребу)
- Драго Штамбук (Перстень Раймонда Карвера; Чёрная волна; Тевтонец, мученически убитый, разоруженный, закопанный, гнивший в земле острова, пробудившийся от удара мотыги, жалуется тому, что его раскопали)
- Златко Томичич (Море; Аистиха; Туман наступает; Я — земля)
- Миливой Славичек (О любви и о моей любви; Река и я — враги; Нигде в мире; И никто о них не узнает)
- Бранислав Зеликович (Динозавры; «Примостился сбоку здесь буфет янтарный…»; Серебряная бабочка; «Прощай, рептилия. Я помнится, был юный…»)
- Мирослав Славко Мадер (Вещь; Руки пахнут рыбой; Фруктовый сад; Охотник за ароматами; Каморка; Серебряные сети моего деда)
- Йосип Пупачич (Море; Три моих брата; Недостроенный дом; Завещание)
- Мария Чудина (Библиотека; Новая орбита; Поэтическая фантазия о ребёнке; Вурдалак; Гиена; Тигр)
- Леда Зечкович (Трансфузия; Визави)

## Семья
- жена — Ирина
- дочь — Дарья
- отец — Белокрылов Александр Иванович
- мать — Белокрылова (Березина) Альбина Михайловна
- дед — Белокрылов Иван Петрович (1915—1957), участник ВОВ
- прадед — Белокрылов Пётр Ионович (ум. в 1929), казак 1-го Нерчинского полка Забайкальского казачьего войска, участник русской-японской войны, кавалер Знака отличия военного ордена 4-й степени.
- прапрадед — Иона Васильевич Белокрылов, забайкальский казак, в 1897—1899 гг. мировой судья посёлка Красноярского Маковеевской станицы Забайкальского казачьего войска.